# Cladiella pachyclados
Cladiella pachyclados är en korallart som först beskrevs av Carl Benjamin Klunzinger 1877.  Cladiella pachyclados ingår i släktet Cladiella och familjen läderkoraller. Inga underarter finns listade i Catalogue of Life.